# Sammy Lee (plongeon)
Pour les articles homonymes, voir Sammy Lee et Lee.
Samuel Lee dit Sammy Lee, né le 1er août 1920 à Fresno (Californie) et mort le 2 décembre 2016 à Newport Beach (Californie), est un plongeur américain d’ascendance coréenne,,.

## Biographie
Sammy Lee naît à Fresno, en Californie, des parents coréens propriétaires d'un restaurant de Chop suey. La famille vit près de Los Angeles en 1932, lorsque Sammy alors âgé de douze ans, motivé par de nombreuses bannières exposées à l'occasion des Jeux olympiques se passionne pour des sauts acrobatiques.
Les parents de Lee déménagent à Highland Park, un quartier de Los Angeles. À l'époque, cependant, la ségrégation raciale empêche Sammy Lee d'utiliser la piscine publique de Brookside Park à Pasadena autrement que le mercredi la veille du changement d'eau. Pour lui permettre de s'entrainer sérieusement, son entraîneur a creusé une fosse dans son jardin et l'a remplie de sable. Lee a exercé en sautant dans la fosse. 
Il fréquente la Franklin High School de Los Angeles, puis, l'Occidental College, où il  obtient son diplôme de premier cycle avant d’intégrer  la Keck School of Medicine of USC (École de médecine de l'Université de Californie du Sud), où il a reçu son doctorat en 1947.
Lee a servi dans le corps médical de l'armée américaine en Corée du Sud de 1953 à 1955, où il s'est spécialisé dans les maladies de l'oreille. En 1953, alors qu'il effectuait son service en Corée, il remporta le prix James E. Sullivan décerné chaque année par l'Amateur Athletic Union récompensant le meilleur athlète amateur de l'année.
Il a continué de subir une discrimination plus tard. En 1954, il a fait l'objet d'une discrimination au logement à Garden Grove, en Californie, où lorsqu'il a tenté d'acheter une maison les résidents ont recueilli des signatures de pétition pour interdire l'achat de ce qu'ils considéraient comme «leur quartier».
Il a été introduit au Temple de la renommée de la natation en 1968 et au United States Olympic Hall of Fame en 1990.
Il meurt d'une pneumonie le 2 décembre 2016 à Newport Beach, laissant sa femme Roz, ses enfants Pamela et Sammy junior et trois petits-enfants.

## Carrière
Sammy Lee a remporté une médaille d'or à l'épreuve du plongeon à 10 mètres et une de bronze à l'épreuve du plongeon à 3 mètres lors des Jeux olympiques d'été de 1948. Il a remporté de nouveau une médaille d'or à l'épreuve du plongeon à 10 mètres lors des Jeux olympiques d'été de 1952. Il est le premier athlète à réussir à conserver son titre à cette épreuve.
Lee a ensuite entraîné l'équipe américaine aux Jeux olympiques de 1960 et 1964. Il a également entraîné les champions olympiques de plongée, Pat McCormick, Greg Louganis et le double médaillé d'or Robert Webster.
Il est resté un nageur et un golfeur actif jusqu'à la fin de sa vie.

## Hommages
Il a été honoré d'une place sur la promenade des étoiles d'Anaheim (Orange County) en 2009. Le Square Sammy Lee, au coin du boulevard olympique et de l'avenue Normandie, dans la section Koreatown de Los Angeles est nommé en son honneur en 2010. En 2013, le district scolaire unifié de Los Angeles a renommé l'École élémentaire de la région centrale no 20 en l'École de la médecine et des sciences médicales Dr Sammy Lee (Dr. Sammy Lee Medical and Health Sciences Magnet School).